# رينو ديون
رينو ديون (بالفرنسية: Renaud Dion )‏ (و. 1978  م) هو راكب دراجة هوائية فرنسي، شارك في طواف إسبانيا.

## سباقات أو مراحل فاز بها
| التاريخ        | السباق                                   | المركز                  |
| -------------- | ---------------------------------------- | ----------------------- |
| 01 مارس 2006   | لو سامين 2006                            | الفائز في التصنيف العام |
| 18 مارس 2008   | تيرينو ادرياتيكو 2008                    | الثالث في تصنيف الجبال  |
| 09 أكتوبر 2008 | باريس بورج 2008                          | التاسع في التصنيف العام |
| 02 أغسطس 2009  | بولينورماند 2009                         | العاشر في التصنيف العام |
| 01 يناير 2010  | كأس فرنسا لركوب الدراجات على الطريق 2010 | الخامس في تصنيف النقاط  |
| 01 يناير 2010  | سباق جائزة ليليرس الكبرى 2010            | المركز الثالث           |
| 20 مارس 2010   | لوار أتلانتيك الكلاسيكي 2010             | المركز الثاني           |
| 18 أبريل 2010  | ترو-برو ليون 2010                        | المركز الثاني           |
| 01 مايو 2010   | طواف دي بريتاجن 2010                     | المركز الثاني           |
| 29 مايو 2010   | جراند بريكس دو بلومليك-موربيهان 2010     | المركز الثاني           |
| 01 يناير 2011  | طواف لايغويليا 2011                      | الثاني في تصنيف الجبال  |
| 01 أبريل 2011  | روت أديلي 2011                           | الفائز في التصنيف العام |

## روابط خارجية
- رينو ديون على موقع الاتحاد الدولي للدراجات (الإنجليزية)
- رينو ديون على موقع أرشيف الدراجات (الإنجليزية)
- رينو ديون على موقع إحصائيات الدراجات الإحترافية (الإنجليزية)
- رينو ديون على موقع نسبة الدراجات (الإنجليزية)
- رينو ديون على موقع CycleBase (الإنجليزية)